# 太田義弘
太田 義弘（おおた よしひろ、1935年（昭和10年） - ）は、日本の社会福祉学の研究者、大阪府立大学名誉教授。ソーシャルワークを専門にしている。

## 来歴
1958年関西学院大学文学部社会事業学科卒、1960年同大学院文学研究科社会学専攻修士課程修了。関西学院大学社会学部助手、北星学園大学文学部助教授、大阪府立大学教授、社会福祉学部長・大学院社会福祉学研究科長、1993年「ソーシャル・ワーク実践とエコシステム」で関西学院大学社会学博士。1998年定年退官、名誉教授、龍谷大学教授、2003年関西福祉科学大学教授。2013年退職。日本社会福祉学会名誉会員、日本ソーシャルワーク学会名誉会員、日本社会福祉教育学会名誉会員。
1980年代からエコシステム概念を主張し、エコシステム構想と称する支援ツールを介した中範囲理論を駆使してソーシャルワークの科学的・専門的方法を探究する。
1995年にエコシステム研究会を発足し、研究者・実践者・コンピュータ関係者とともにエコシステム構想を活用したコンピュータ支援ツール（エコスキャナー）の開発を行う。
約半世紀にわたるソーシャルワーク研究における信念と成果は、「私の実践・研究を振り返って：こだわりのソーシャルワーク実践研究」（『社会福祉研究』第116号，鉄道弘済会，2013年）に掲載されている。
研究業績は、主にソーシャルワークの機能分析。特にソーシャルワークのエコシステム思考に基づくフィードバック概念。

## 著書
- 『ソーシャル・ワーク実践とエコシステム』誠信書房（1992年）

### 共編著
- 『ソーシャル・ワーク 過程とその展開』秋山薊二ほか共著 海声社 社会福祉入門講座 1984
- 『ジェネラル・ソーシャルワーク 社会福祉援助技術総論』秋山薊二共編著 光生館 1999
- 『ソーシャルワーク実践と支援過程の展開』編 中央法規出版 1999
- 『ソーシャルワークと生活支援方法のトレーニング 利用者参加へのコンピュータ支援』中村佐織,石倉宏和共編著 中央法規出版 2005
- 『ソーシャルワーク実践と支援科学 理論・方法・支援ツール・生活支援過程』編著 相川書房 2009
- 『高度専門職業としてのソーシャルワーク 理論・構想・方法・実践の科学的統合化』中村佐織，安井理夫編著 光生館 2017

### 主な論文
- 「ソーシャル・ワーク実践システムとプロセス展開」『北星論集』第20号 1983年
- 「ソーシャル・ワーク実践をめぐるシステム的思考とその方法」『北星論集』第22号 1985年
- 「ソーシャル・ワーク実践過程への情報処理とその意義」『北星論集』第23号 1986年
- 「クライエント生活援助システムの展開―ソーシャル・ワーク実践へのコンピュータ・シミュレーション」『北海道社会福祉研究』第7号 1986年
- 「実践としての過程概念」『北海道社会福祉研究』第8号 1987年
- 「ソーシャル・ワーク実践へのエコシステムの視座」『北海道社会福祉研究』第10号 1989年
- 「実践理論としてのエコシステム構想の展開」『社会問題研究』第39巻第1号 1989年
- 「ソーシャル・ワーク実践とコンピュータ」『大阪市社会福祉研究』第14号 1991年
- 「ソーシャル・ワーク実践へのエコシステム情報の意義と課題」『社会問題研究』第47巻第2号
- 「ジェネラル・ソーシャルワークの意義と課題」『ソーシャルワーク研究』Vo.24 o.1 1998年
- 「支援ツールの意義と課題」『ソーシャルワーク研究』Vol.26 No.4 2001年
- 「ソーシャルワーク支援への科学と構想」『龍谷大学社会学部紀要』第21号 2002年
- 「ソーシャルワークとしてのフィードバック概念―中範囲概念の展開をめぐって―」『関西福祉科学大学紀要』第7号 2003年
- 「ソーシャルワーク実践へのエコスキャナー開発の研究 : 支援ツールを用いたスキル訓練の方法」『龍谷大学国際社会文化研究紀要』第7号 2005年
- 「ジェネラル・ソーシャルワークとしてのフィードバック展開」『関西福祉科学大学紀要』第10号 2007年
- 「社会福祉政策からソーシャルワークへ : 建前としての社会福祉と本音のソーシャルワーク」『関西福祉科学大学紀要』第11号 2008年
- 「高度専門職としてのソーシャルワーク実践の役割と課題」『関西福祉科学大学紀要』第13号 2010年
- 「エコシステム構想をめぐる手法と支援ツール : ソーシャルワーク実践へのチャレンジ」『総合福祉研究』第2号 2011年

### 翻訳
- P.レナード『社会福祉のための社会学』ミネルヴァ書房 1971

## 参考
- 太田義弘教授経歴および研究業績目録 (太田義弘教授退官記念論文集) 社会問題研究, 1998-03
- 太田義弘教授略歴 (太田義弘教授 退職記念号) 龍谷大学社会学部紀要 2003
- 我が師を語る：研究・教育・実践からみる太田先生の生活コスモス，ソーシャルワーク研究Vol.34 No.3